# Joanne Nicholas
Joanne „Jo“ Nicholas (* 10. Oktober 1977 in Southport, geborene Joanne Wright) ist eine ehemalige englische Badmintonspielerin. Sie ist nicht zu verwechseln mit der fünf Jahre früher geborenen Joanne Goode, die ebenfalls eine geborene Joanne Wright ist.

## Karriere
1997 gewann Joanne Wright die Irish Open mit Gail Emms im Damendoppel, ein Jahr später konnten sie diesen Titel verteidigen. 2000 siegten beide bei den US Open und den Austrian International, in der Folgesaison wurden sie englische Meister. Später startete Jo Nicholas als Legionärin in Deutschland für die SG EBT Berlin und wurde dort 2005 Vizemeister.

## Erfolge
| Saison    | Veranstaltung                     | Disziplin   | Platz | Name |
| --------- | --------------------------------- | ----------- | ----- | --- |
| 1995      | Junioren-Europameisterschaft      | Damendoppel | 1     | Joanne Wright / Donna Kellogg |
| 1995      | Junioren-Europameisterschaft      | Mixed       | 3     | Ian Sullivan / Joanne Wright |
| 1997      | Irish Open                        | Mixed       | 1     | Nathan Robertson / Joanne Wright |
| 1998      | Irish Open                        | Damendoppel | 1     | Joanne Wright / Gail Emms |
| 2000      | US Open                           | Damendoppel | 1     | Gail Emms / Joanne Wright |
| 2000      | Austrian International            | Damendoppel | 1     | Rebecca Pantaney / Jo Wright |
| 2001      | England: Einzelmeisterschaften    | Damendoppel | 1     | Gail Emms / Joanne Wright |
| 2001      | Welsh International               | Damendoppel | 1     | Ella Tripp / Joanne Wright |
| 2002      | Irish Open                        | Damendoppel | 1     | Ella Tripp / Joanne Wright |
| 2002      | Welsh International               | Damendoppel | 1     | Ella Tripp / Jo Wright |
| 2002      | US Open                           | Damendoppel | 1     | Joanne Wright / Natalie Munt |
| 2004      | England: Einzelmeisterschaften    | Damendoppel | 1     | Ella Tripp / Joanne Wright |
| 2004      | Olympia                           | Damendoppel | 9     | Ella Tripp / Joanne Wright |
| 2004/2005 | Deutsche Mannschaftsmeisterschaft | Mannschaft  | 2     | SG EBT Berlin (Xuan Chuan, Robert Blair, Conrad Hückstädt, Kasperi Salo, Christian Haustveit, Tim Dettmann, Fabian Zilm, Nicole Grether, Joanne Nicholas-Wright)                                                      |
| 2007      | Belgian International             | Mixed       | 1     | Chris Langridge / Joanne Nicholas |
| 2007      | Belgian International             | Damendoppel | 1     | Natalie Munt / Joanne Nicholas |
| 2007/2008 | Deutsche Mannschaftsmeisterschaft | Mannschaft  | 3     | SG EBT Berlin (Xuan Chuan, Tim Dettmann, Dieter Domke, Conrad Hückstädt, Karsten Lehmann, Michał Łogosz, Johannes Schöttler, Johannes Szilagyi, Nicole Grether, Janet Köhler, Joanne Nicholas-Wright, Juliane Schenk) |